# عبدالله صالح
عبدالله صالح (انگلیسی: Abdulla Saleh؛ زادهٔ ۲ اوت ۱۹۷۰) بازیکن فوتبال اهل بحرین بود.
از باشگاه‌هایی که در آن بازی کرده‌است می‌توان به باشگاه ورزشی المحرق اشاره کرد.